# Mount Clare (Illinois)
Pour les articles homonymes, voir Mount Clare et Clare.
Mount Clare est un village du comté de Macoupin, en Illinois, aux États-Unis. Il est incorporé le 28 mai 1934,. Lors du recensement de 2010, le village comptait une population de 278 habitants. Le village est baptisé en référence à Clare DORSEY et comptait 630 habitants en 1936.

## Source de la traduction
- (en) Cet article est partiellement ou en totalité issu de l’article de Wikipédia en anglais intitulé « Mount Clare, Illinois » (voir la liste des auteurs).